# Światowa Konferencja Mennonicka
Światowa Konferencja Mennonicka – ogólnoświatowa organizacja stanowiąca porozumienie chrześcijańskich wspólnot protestanckich nurtu anabaptystycznego i mennonickiego. Wspólnota założona została w Bazylei w 1925 r. w 400 rocznicę powstania ruchu anabaptystów. Konferencja zbiera się na sesjach raz na sześć lub siedem lat. Założycielem organizacji był mennonicki pastor Christian Neff. Podczas Południowoniemieckiej Konferencji Mennonitów pastor Neff zaproponował pierwsze spotkanie w 1925 r. oraz kolejne konferencje w 1930 i 1936 r.
Obecnie, Światowa Konferencja Mennonicka zrzesza łącznie 48 krajowych kościołów członkowskich, należących do anabaptystów, mennonitów lub Kościoła Braci w Chrystusie (wspólnota anabaptystyczna). Wydaje własny kwartalnik pt. „Kurier” w trzech językach: angielskim, hiszpańskim oraz francuskim. Nadrzędnym celem organizacji jest krzewienie „wspólnoty, komunikacji i odciążenia”. Jednym ze środków w ich osiągnięciu są: Synod Generalny, Synod Wiary i Życia oraz Synod Pokoju.
Organizacja włączyła się w działalność Globalnego Forum Chrześcijańskiego.

## Konferencje
| Lp. | Rok  | Miejscowość          | Państwo             | Temat                                         |
| --- | ---- | -------------------- | ------------------- | --------------------------------------------- |
| 1.  | 1925 | Bazylea              | Szwajcaria          | 400-lecie anabaptyzmu                         |
| 2.  | 1930 | Gdańsk               | Wolne Miasto Gdańsk | Działania mennonitów na rzecz wsparcia        |
| 3.  | 1936 | Amsterdam, Elspeet   | Holandia            | 400-lecie nawrócenia Menno Simonsa            |
| 4.  | 1948 | Goshen, North Newton | Stany Zjednoczone   |                                               |
| 5.  | 1952 | St. Chrischona       | Szwajcaria          | Kościół Chrystusa i jego pełnomocnictwo       |
| 6.  | 1957 | Karlsruhe            | Niemcy              | Ewangelia Jezusa Chrystusa na świecie         |
| 7.  | 1962 | Kitchener            | Kanada              | Panowanie Chrystusa                           |
| 8.  | 1967 | Amsterdam            | Holandia            | Świadek Ducha Świętego                        |
| 9.  | 1972 | Kurytyba             | Brazylia            | Poświęcenia Jezusa Chrystusa                  |
| 10. | 1978 | Wichita              | Stany Zjednoczone   | Królestwo Boże w zmieniającym się świecie     |
| 11. | 1984 | Strasburg            | Francja             | Lud Boży służy w nadziei                      |
| 12. | 1990 | Winnipeg             | Kanada              | Świadcząc dla Chrystusa w dzisiejszym świecie |
| 13. | 1997 | Kalkuta              | Indie               | „Słuchaj, co Duch mówi do zborów”             |
| 14. | 2003 | Bulawayo             | Zimbabwe            | Dzieląc się darami w cierpieniu i radości     |
| 15. | 2009 | Asunción             | Paragwaj            |                                               |